# موسيقى ليلية (قصص قصيرة)
موسيقى ليلية (بالإنجليزية: Nocturnes)‏ هي مجموعة قصص قصيرة للكاتب البريطاني الحائز على جائزة نوبل كازوو إيشيغورو، نشرت عام 2009.